# Nigel Marven
Nigel Marven (* 27. listopadu 1960) je britský televizní producent, autor a ornitolog. Patří také ke známým ochráncům přírody.

## Mládí a studia
Narodil se 27. listopadu 1960 na předměstí Chipping Barnet v Londýně. Vyrůstal však ve městě St. Albans na jihu Anglie v hrabství Hertfordshire. Už jako kluk měl v zálibě zvířata a jeho prvním mazlíčkem byl křeček Hummy. V 15 letech dokonce vlastnil mladého jedince kajmana brýlatého. Zoologii a botaniku studoval na Bristolské univerzitě do roku 1982. 

## Zajímavosti
Je vegetarián. Má v oblibě vegetariánský burger, hranolky a brusinkovou šťávu. Z alkoholických nápojů pije pouze šampaňské při zvláštních příležitostech. 

## Filmografie
Originální anglické názvy jsou v závorce.
- (Giants) (1999)
- (Shark Week) (2000)
- (Bloodsuckers) (2000)
- Obří havěť (Giant Creepy Crawlies) (2001)
- (Big Cats) (2001)
- (Nigel's Wild Wild World) (2001-02)
- Krysy s Nigelem Marvenem (Rats) (2002)
- (Alligators) (2002)
- některá pokračování seriálu Putování s dinosaury:
  - Putování s dinosaury - Obří dráp, (The Giant Claw: A 'Walking with Dinosaurs' Special) (2003)

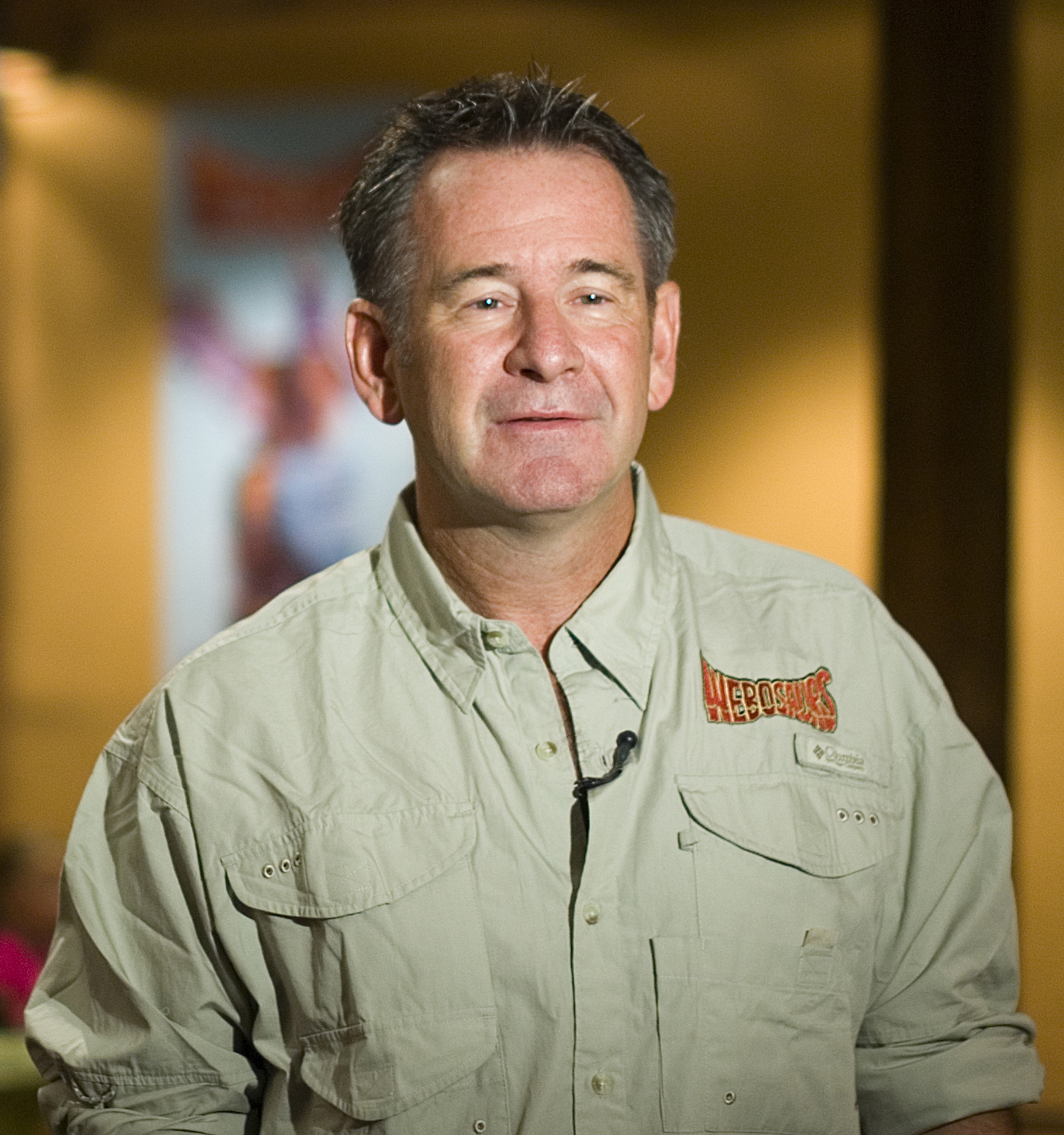
Nigel Marven v Dallasu v roce 2009

  - Nigel Marven v Dallasu v roce 2009Putování s dinosaury - Země obrů, (Land of Giants: A 'Walking with Dinosaurs' Special) (2003)
  - Putování s dinosaury - Monstra pravěkých oceánů, (Walking with Dinosaurs: Sea Monsters) (2003)
- Dobrodružství s Nigelem Marvenem (Nigel Marven Nature Specials)
  - Anakondy s Nigelem Marvenem (Anaconda) (2003)
  - Piraně (Piranhas) (2003)
  - Malé jihoafrické surikaty s Nigelem Marvinem (Meerkats) (2003)
  - Žraloci bělaví s Nigelem Marvenem (Bull Sharks) (2004)
- Lidské smysly (The Human Senses) (2003)
- (King of the Jungle) (2003)
- (Extreme Animal Attacks) (2003)
- (Scream! If You Want to Get Off) (2004)
- Nigel Marven a zvířecí detektivové (Nigel Marven's Animal Detectives) (2005)
- Nigel Marven a lovci hadího jedu (Nigel Marven's Venom Hunters) (2005)
- Nigel Marven kontra nosorožec (Rhinos) (2006)
- Ošklivá zvířata Nigela Marvena (Ugly Animals) (2006)
- Prehistorický park (Prehistoric Park) (2006)
- Nigel Marven a tučňáci (Penguin Week) (2006)
- Dobrodružství mezi tučňáky s Nigelem Marvenem (Penguin Adventure) (2007)
- (Micro Safari: Journey to the Bugs) (2007)
- Na Falklandy s Nigelem Marvenem (Killer Whale Islands) (2007)
- (Hider in the House) (2007)
- Nigel Marven a neznámá Arktida (Arctic Exposure) (2007) USA
- Nigel Marven a polární medvěd (Polar Bear Week With Nigel Marven) (2007)
- Ostrov žraloků s Nigelem Marvenem (Nigel Marven's Shark Island) (2007)
- Dobrodružství s jaguáry (Jaguar adventure) (2008)
- (Webosaur Webesodes) (2008)
- (Reptiles & Amphibians Reign with Nigel Marven) (2008)
- (Weird, True & Freaky), epizoda Shark Attacks (2009)
- Pravěk útočí (Primeval), epizoda 3.4 (2009)
- Nigel Marven a invaze obřích hadů (Nigel Marven's giant snake invasion) (2009)
- (Europe's Last Wilderness: Belarus) (2010)
- Pandí dobrodružství s Nigelem Marvenem (Panda Adventure) (2010)
- Nespoutaná Čína s Nigelem Marvenem (Untamed China with Nigel Marven) (2011)
- Na jih Číny s Nigelem Marvenem (Yunnan Adventure with Nigel Marven) (2012) UK
- Do nitra tropické Číny (Hainan Adventure with Nigel Marven) (2012)
- Mimořádné zvířecí útěky (Great Animal Escapes) (2012)
- Divoká Kolumbie s Nigelem Marvenem (Wild Colombia) (2012)
- Za velrybami s Nigelem Marvenem (Whale Adventure with Nigel Marven) (2013)
- Nejnebezpečnější hadi Číny (Ten Deadliest Snakes: China) (2013)
- O mé rodině a ostatních krocanech s Nigelem Marvenem (My Family and Other Turkeys with Nigel Marven) (2013)
- Deset nejnebezpečnějších hadů: Série 1 (Ten Deadliest Snakes with Nigel Marven: Season 1) (2014)
- (Eating Wild) (2014)
- Dobrodružství v neznámých vodách (Nigel Marven's Cruise Ship Adventures) (2015)
- (Eden Shorts: From Lens to Screen) (2015)
- Deset nejnebezpečnějších hadů: Série 2 (Ten Deadliest Snakes with Nigel Marven: Season 2) (2015)
- (The Black Mambas: A Helping Rhinos Film) (2016)
- Deset nejnebezpečnějších hadů: Série 3 (Ten Deadliest Snakes with Nigel Marven: Season 3) (2016-17)
- Divoké Filipíny s Nigelem Marvenem (Wild Philippines with Nigel Marven) (2017)
- Divoká Střední Amerika s Nigelem Marvenem (Wild Central America) (2019-2020)
  - Divoký Honduras (Wild Honduras) (2019)
  - Divoká Kostarika (Wild Costa Rica) (2020)
  - Divoká Guatemala (Wild Guatemala) (2020)
  - Divoká Panama (Wild Panama) (2020)
  - Divoký Salvador - Ve stínu sopek (Wild El Salvador - In the Shadow of the Volcanoes with Nigel Marven) (2023)
- (University Challenge), Vánoce 2022 - Epizoda 7 (2022)
- (Prehistoric World with Nigel Marven) (2023)
- Divoká příroda Slovenska s Nigelem Marvenem (Wild Slovakia with Nigel Marven) (2024)
- (Forgotten Bloodlines: Agate) (nadcházející)
- (Wild Arabia) (nadcházející)
- v přípravě - film nebo seriál o zvířatech a krajině Arabského poloostrova